# غسل

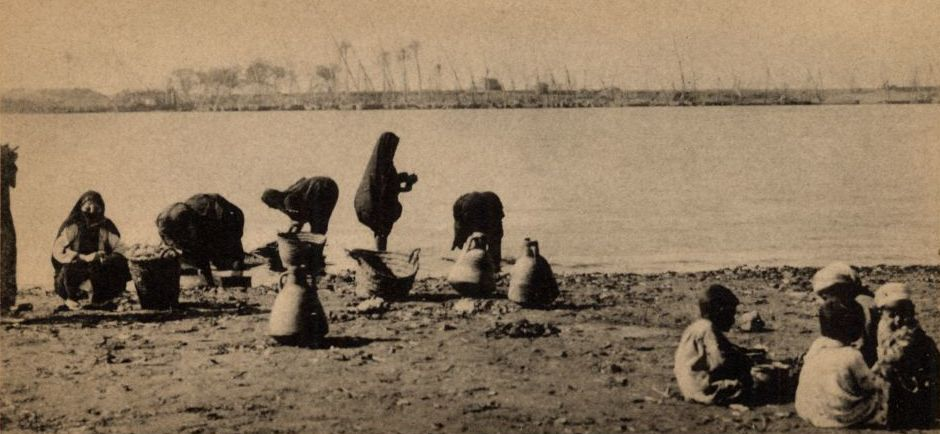
نساء وأطفال يغسلون بمياه نهر النيل.

الغَسْلُ هو طريقة من طرق التنظيف، ويستخدم فيها الماء بوجه أساسي إضافة إلى أحد أنواع الصابون أو المنظفات. و يعد الغسل جزءاً أساسياً من علم الصحة (النظافة). ويستخدم الناس في كثير من الأحيان الصابون والمنظفات التي تساعد في استحلاب الزيوت وجزيئات الأوساخ بحيث يمكن للماء غسلها بسهولة.
ويعد غسل اليدين الأكثر شيوعًا، وقد جعل له يوم عالمي سمي باليوم العالمي لغسل اليدين. وتغسل اليدان قبل وبعد إعداد الطعام والأكل، وبعد استعمال المرحاض، وبعد التعامل مع القاذورات، إلخ. ويعتبر غسل اليدين هام في الحد من انتشار الجراثيم. ويعد تنظيف الأسنان بالفرشاة أيضًا أحد أنواع الغسل.
ويشير أيضا الغسل إلى غسل الملابس، وغالباً ما يعلق الغسيل على حبال الغسيل.
ملاحظة: يطلق على عملية الغَسل خطأ اسم الغسيل. فالغسيل معناه المغسول، فيقول: ثوب غسيل، وملحفة غسيل أو غسيلة.

## الغسل في الصناعات النسيجية
الغسل هو عملية تزال فيها الأوساخ الخفيفة أو الكثيرة بحيث تنتقل إلى الوسط المائي بشكل محلول أو مستعلق. والغسل ينظف السطوح نتيجة عدة عمليات فيزيائية وكيميائية. يمكن تصنيف عمليات الغسل الصناعية إلى غسل في المحلول، أو غسل في المستعلق، أو غسل تفاعلي.
1. غسل في المحلول: في هذا الصنف من الغسل تكون المادة المزالة من الألياف ذوابة في محلول الغسل. وكأمثلة على هذا الصنف من الغسل يمكن ذكر غسل الأملاح والمواد الكيميائية الباقية من عملية التبييض و عمليات تجهيز النسيج (التبويش).

## اقرأ أيضًا
- الجلي
- تنظيف جاف
- تجفيف النسيج
- غسل (إسلام)